# Donja Trešnjica
Donja Trešnjica (Servisch cyrillisch Доња Трешњица) is een plaats in de Servische gemeente Mali Zvornik. De plaats telt 688 inwoners (2002).